# 1838 au théâtre
| Années du théâtre : 1835 - 1836 - 1837 - 1838 - 1839 - 1840 - 1841    |
| Décennies du théâtre : 1800 - 1810 - 1820 - 1830 - 1840 - 1850 - 1860 |

## Événements
- 13 janvier : un incendie détruit la salle Favart de l'Opéra-Comique après une représentation de Don Giovanni. L’incendie est dû au système de chauffage : un tuyau du calorifère du foyer des musiciens de l’orchestre, chauffé au rouge, a mis le feu au magasin de décors.
- nuit du 16 au 17 juillet 1838 : un incendie détruit le théâtre du Vaudeville, qui doit provisoirement déménager au  théâtre du Gymnase, boulevard de Bonne-Nouvelle.

## Pièces de théâtre représentées
- 1er janvier : L'ïle de la Folie, revue des Frères Cogniard, au théâtre du Palais-Royal
- 3 avril : Les Enfants du Délire , tableau populaire des Frères Cogniard, au théâtre du Palais-Royal
- 10 mai : A Bas les Hommes !, vaudeville des Frères Cogniard et Messieurs Jaime et Deslandes, au théâtre des Variétés
- 19 août : Les Trois DImanches, comédie-vaudeville des Frères Cogniard et Jules Cordier, au théâtre du Palais-Royal
- 23 novembre : Tronquette la Somnambule, folie-vaudeville des Frères Cogniard, au théâtre des Variétés
- 27 novembre : Les Coulisses, tableau-vaudeville des Frères Cogniard, au théâtre du Palais-Royal
- 28 août : L'Avocat Loubet, drame d'Eugène Labiche, au Théâtre du Panthéon
- 25 septembre : La Reine de Blanchisseuses, œuvre de Rougemont, Hennery et Granger, au Théâtre des Variétés.
- 8 novembre : Ruy Blas de Victor Hugo, au Théâtre de la Renaissance, pour l'ouverture officielle